# Südamerikaspiele 2022/Radsport
Bei den Südamerikaspielen 2022 fanden die Radsportwettbewerbe zwischen dem 2. und 15. Oktober 2022 in der paraguayischen Hauptstadt Asunción statt. Insgesamt wurden 22 Entscheidungen auf der Straße, auf der Bahn, im Mountainbikesport sowie im BMX-Racing und BMX-Freestyle ausgetragen. Austragungsort der Bahnwettbewerbe war das Velódromo del COP.

## Medaillengewinner Männer

### Straße
Datum: 3. und 5. Oktober 2022
| Kategorie        | Gold          | Silber                  | Bronze                      |
| ---------------- | ------------- | ----------------------- | --------------------------- |
| Einzelzeitfahren | Walter Vargas | Rodrigo Contreras       | José Luis Rodríguez Aguilar |
| Straßenrennen    | Orluis Aular  | Roderyck Asconeguy Diaz | Leangel Linarez             |

### Bahn
Datum: 12. bis 15. Oktober 2022
| Kategorie             | Gold          | Silber           | Bronze                    |
| --------------------- | ------------- | ---------------- | ------------------------- |
| Mannschaftsverfolgung | Kolumbien     | Argentinien      | Chile                     |
| Teamsprint            | Kolumbien     | Argentinien      | Venezuela                 |
| Sprint                | Rubén Murillo | Fabián Puerta    | Juan David Ochoa          |
| Keirin                | Fabián Puerta | Leandro Bottasso | Vicente Alejandro Ramírez |
| Madison               | Argentinien   | Chile            | Kolumbien                 |
| Omnium                | Tomas Contte  | Nelson Soto      | Jacob Decar               |

### Mountainbike
Datum: 2. Oktober 2022
| Kategorie         | Gold                               | Silber                          | Bronze                            |
| ----------------- | ---------------------------------- | ------------------------------- | --------------------------------- |
| Cross-Country XCO | Gustavo Xavier De Oliveira Pereira | Jose Gabriel Marques De Almeida | Fabio Hernando Castañeda Monsalve |

### BMX
Datum: 8. und 14. Oktober 2022
| Kategorie | Gold            | Silber         | Bronze          |
| --------- | --------------- | -------------- | --------------- |
| Race      | Nicolás Torres  | Diego Arboleda | Wilson Goyes    |
| Freestyle | José Torres Gil | Daniel Dhers   | Gustavo Batista |

## Medaillengewinner Frauen

### Straße
Datum: 3. und 5. Oktober 2022
| Kategorie        | Gold                          | Silber                       | Bronze                            |
| ---------------- | ----------------------------- | ---------------------------- | --------------------------------- |
| Einzelzeitfahren | Agua Marina Espínola Salinas  | Lina Marcela Hernandez Gomez | Lilibeth Del Carmen Chacon Garcia |
| Straßenrennen    | Jenifer Mariana Cesar Salazar | Lina Marcela Hernandez Gomez | Aranza Valentina Villalon Sanchez |

### Bahn
Datum: 12. bis 15. Oktober 2022
| Kategorie             | Gold                         | Silber                  | Bronze                            |
| --------------------- | ---------------------------- | ----------------------- | --------------------------------- |
| Mannschaftsverfolgung | Kolumbien                    | Venezuela               | Chile                             |
| Teamsprint            | Kolumbien                    | Chile                   | Argentinien                       |
| Sprint                | Juliana Gaviria              | Natalia Andrea Vera     | Valeria Cardozo Cabrera           |
| Keirin                | Juliana Gaviria              | Valeria Cardozo Cabrera | Valentina Luna                    |
| Madison               | Kolumbien                    | Argentinien             | Brasilien                         |
| Omnium                | Lina Marcela Hernandez Gomez | Lina Mabel Rojas Zapata | Lilibeth Del Carmen Chacon Garcia |

### Mountainbike
Datum: 2. Oktober 2022
| Kategorie         | Gold         | Silber               | Bronze                            |
| ----------------- | ------------ | -------------------- | --------------------------------- |
| Cross-Country XCO | Raiza Goulão | Agustina Maria Apaza | Hercilia Najara Ferreira De Souza |

### BMX
Datum: 8. und 14. Oktober 2022
| Kategorie | Gold           | Silber              | Bronze           |
| --------- | -------------- | ------------------- | ---------------- |
| Race      | Mariana Pajón  | Gabriela Bolle      | Agustina Cavalli |
| Freestyle | Macarena Pérez | Queensaray Villegas | Katherine Diaz   |

## Medaillenspiegel
| Platz | Land        | Gold | Silber | Bronze | Gesamt |
| ----- | ----------- | ---- | ------ | ------ | ------ |
| 1     | Kolumbien   | 12   | 10     | 4      | 26     |
| 2     | Argentinien | 4    | 6      | 3      | 13     |
| 3     | Venezuela   | 2    | 2      | 5      | 9      |
| 4     | Brasilien   | 2    | 1      | 3      | 6      |
| 5     | Chile       | 1    | 2      | 6      | 9      |
| 6     | Paraguay    | 1    | 0      | 0      | 1      |
| 7     | Uruguay     | 0    | 1      | 0      | 1      |
| 8     | Ecuador     | 0    | 0      | 1      | 1      |
| Total | Total       | 22   | 22     | 22     | 66     |